# Sandy Lakdar
 (avril 2025).
Si vous disposez d'ouvrages ou d'articles de référence ou si vous connaissez des sites web de qualité traitant du thème abordé ici, merci de compléter l'article en donnant les références utiles à sa vérifiabilité et en les liant à la section « Notes et références ».
En pratique : Quelles sources sont attendues ? Comment ajouter mes sources ?
Sandy Lakdar est une productrice et écrivaine française née le 1er décembre 1980. Après une carrière d'actrice de 2002 à 2010, elle décide de se consacrer à la production et la réalisation de documentaires. En 2013 elle crée la série documentaire The Believers : Expériences vers l'inconnu. En 2017, elle sort le livre Ma rencontre avec le monde invisible, suivi, en 2019 du Guide d'enquête paranormale. En 2022, elle publie "Au contact de l'invisible", qui raconte son quotidien d'enquêtrice en paranormal...

## Biographie
Née dans le Jura, elle y passe les vingt premières années de sa vie.
Titulaire d'un DEUG d'arts et métiers du spectacle, elle s'installe à Paris afin d'y tenter sa chance en tant que comédienne. Pendant et après sa carrière d'actrice elle passe derrière la caméra et réalise plusieurs courts métrages et clips. En 2007 elle réalise le documentaire Gangsta Rap diffusé en mini-série sur Arte Creative. Elle sortira la même année le livre Keep In Gangsta aux éditions Camion-Blanc. De 2007 à 2008 elle écrit différents portraits pour le magazine Newlook sous le pseudo Alfredo Garcia. En 2012 elle réalise plusieurs vidéos pour la boutique colette où elle aura l’occasion de filmer des artistes comme Pharrell Williams, Kate Moss, Karl Lagerfeld. En parallèle Sandy Lakdar réalise des clips musicaux pour des artistes indés et écrit quelques articles pour le magazine Ofive.
En 2013 elle crée, produit et anime avec son compagnon Jonathan Dailler une série documentaire intitulée The Believers : Expériences vers l'inconnu, consacrée aux phénomènes paranormaux, dans laquelle elle se livre avec ce dernier à des enquêtes nocturnes sur des lieux hantés de France et d'Europe. Le premier épisode de la série est sorti le 18 mars 2014 via la plateforme VOD Vimeo on demand et, depuis 2015, la série est également disponible sur la chaîne Planète+ A&E. En 2015 Sandy Lakdar participe en tant qu'enquêtrice en paranormal au documentaire Netherworld avec et présenté par Zak Bagans (Ghost Adventures).
Créatrice et productrice de la série documentaire The Believers : Expériences vers l'inconnu, Sandy Lakdar sort en février 2017, aux éditions Lanore, le livre Ma rencontre avec le monde invisible, qui revient sur l'aventure The Believers et sur les dessous de la série documentaire qui a radicalement changé sa vie. Le 31 octobre 2017 elle sort le livre Nos Fantômes de France, un roman mélangeant réalité historique et imagination autour des personnages de Marie-Antoinette, Gilles De Rais, Esclarmonde de Pereille et bien d autres. En 2018 elle participe à 2 épisodes de l'émission Celebrity Ghost Hunt. Toujours en 2018, Sandy Lakdar intègre une équipe d'enquêteurs en paranormal dans la saison 1 de la série documentaire Help ! My house is haunted ! créée et produite par Zak Bagans. Première diffusion le 13 juillet 2018 sur la chaîne anglaise Really et en mai 2019 sur la chaîne française Planète+ A&E sous le titre SOS la maison est hantée !
En 2019 Sandy participe à plusieurs épisodes de l'émission anglaise Unexplained: Caught on camera. Elle intègre aussi un panel d'experts dans l'émission française Enquêtes Paranormales diffusée sur la chaîne C8. Elle sort le 1er octobre 2019 le livre Guide d'Enquête Paranormale, La méthode The Believers, aux éditions Symbiose. En 2020, elle participe à l’émission sur Netflix Jusqu’à l'aube et dans un même temps elle produit et réalise avec Jonathan Dailler le documentaire For The Love of Ghosts. En septembre 2020, Sandy Lakdar ouvre une boutique dédiée au paranormal sous le nom de L'esprit du chaudron dans la ville d'Angers. En 2021 une seconde boutique ouvre ses portes à Paris. En 2022 elle sort le livre Au contact de l'invisible aux éditions DE VINCI et participe en tant que consultante à l'émission Enquête de vérité diffusée sur la chaîne RMC Story.

## Publications
- Au contact de l'invisible (2022) Éditions DE VINCI.
- Interrogez l'univers (2021) Éditions Symbiose.
- Guide d'Enquête Paranormale, La méthode The Believers (2019) Éditions Symbiose.
- Nos Fantômes de France (2017) Éditions Lanore.
- Ma rencontre avec le monde invisible (2017) Éditions Lanore.
- Keep It Gangsta ! De compton à Paris (2007) Éditions Camion Blanc.

## Documentaires
- For The Love of Ghosts (2022)
- Help ! My house is haunted, saison 1 (2018)
- The Believers : Expériences vers l'inconnu (2013-2022)
- Gangsta Rap (2007).

## Émissions de télévision
- Enquête de vérité (2022)
- Jusqu’à l'aube, S01EP05 (2020)
- Enquêtes Paranormales (2019-2020)
- Unexplained : Caught on caméra (2019)
- Destins Croisés, S02EP05 (2018)
- Celebrity Ghost Hunt (2018)

## Filmographie
- 2008 : Engrenages (saison 2) (Kathy)
- 2007 : Affaire de famille
- 2004-2005 : Bertrand.çacom (série télévisée) : Marie, la petite amie de Bertrand
- 2004 : Backstage
- 2003 : Dans le rouge du couchant

## Activité musicale
Sandy est la voix d'une chanson « Paris arm » (2005) du groupe américain Team Sleep.